# Коробівська сільська рада
Коробівська сільська́ ра́да — колишня адміністративно-територіальна одиниця та орган місцевого самоврядування в Золотоніському районі Черкаської області. Адміністративний центр — село Коробівка.

## Загальні відомості
- Населення ради: 1 533 особи (станом на 2001 рік)

## Населені пункти
Сільській раді були підпорядковані населені пункти:
- с. Коробівка
- с. Кедина Гора
- с. Комарівка
- с-ще Снігурівка

## Склад ради
Рада складалася з 16 депутатів та голови.
- Голова ради: Сало Сергій Іванович
- Секретар ради: Дорошенко Тамара Анатоліївна

### Керівний склад попередніх скликань
| Прізвище, ім'я, по батькові | Основні відомості                                                                                   | Дата обрання | Дата звільнення |
| --------------------------- | --------------------------------------------------------------------------------------------------- | ------------ | --------------- |
| Сало Сергій Іванович        | Сільський голова, 1963 року народження, освіта середня загальна, член Соціалістичної партії України | 26.03.2006   | 31.10.2010      |
| Сало Сергій Іванович        | Сільський голова, 1963 року народження, освіта середня загальна                                     | 31.10.2010   |                 |

Примітка: таблиця складена за даними сайту Верховної Ради України

### Депутати
За результатами місцевих виборів 2010 року депутатами ради стали:

#### За суб'єктами висування
| Суб'єкт висування            | Кількість обраних депутатів | %    |
| ---------------------------- | --------------------------- | ---- |
| Самовисування                | 14                          | 87,5 |
| Партія регіонів              | 1                           | 6,3  |
| Соціалістична партія України | 1                           | 6,3  |

#### За округами
| № округу                     | Прізвище, ім'я, по батькові    | Дата визнання обраним | Освіта             | Партійна приналежність                        | Відомості про обраного депутата                             |
| ---------------------------- | ------------------------------ | --------------------- | ------------------ | --------------------------------------------- | ----------------------------------------------------------- |
| Партія регіонів              |                                |                       |                    |                                               |                                                             |
| 13                           | Циб Олександр Володимирович    | 03.11.2010            | вища               | член Партії регіонів                          | СТОВ ПП «Коробівське», керуючий будівельною дільницею       |
| Соціалістична партія України |                                |                       |                    |                                               |                                                             |
| 10                           | Крахальов Сергій Миколайович   | 03.11.2010            | середня            | позапартійний                                 | СТОВ ПП «Коробівське», підмінний контролер                  |
| Самовисування                |                                |                       |                    |                                               |                                                             |
| 1                            | Лістова Олена Вікторівна       | 03.11.2010            | середня спеціальна | позапартійна                                  | ДП «Золотоніське ЛГ», інженер з лісових культур             |
| 2                            | Петренко Микола Іванович       | 03.11.2010            | середня            | член Партії регіонів                          | пенсіонер                                                   |
| 3                            | Колос Наталія Іванівна         | 03.11.2010            | вища               | позапартійна                                  | Коробівський НВК, вчитель                                   |
| 4                            | Крупка Тамара Федорівна        | 03.11.2010            | середня            | позапартійна                                  | с/р, землевпорядник                                         |
| 5                            | Сліпченко Людмила Вікторівна   | 03.11.2010            | вища               | позапартійна                                  | Коробівський будинок культури, директор                     |
| 6                            | Скорик Віктор Андрійович       | 03.11.2010            | вища               | позапартійний                                 | Коробівський лікарський амбулаторій, гол. лікар             |
| 7                            | Киряченко Сергій Грогорович    | 03.11.2010            | середня            | член Партії регіонів                          | приватний підприємець                                       |
| 8                            | Дорошенко Тамара Анатоліївна   | 03.11.2010            | середня спеціальна | позапартійна                                  | Коробівська с/р, секретар                                   |
| 9                            | Кожем'яко Сергій Андрійович    | 03.11.2010            | вища               | член Всеукраїнського об'єднання «Батьківщина» | тимчасово не працює                                         |
| 11                           | Цибуля Наталія Володимирівна   | 03.11.2010            | середня спеціальна | позапартійна                                  | Коробівська амбулаторія, фельдшер- лаборант                 |
| 12                           | Коломієць Оксана Миколаївна    | 03.11.2010            | вища               | позапартійна                                  | Коробівський НВК, вчитель початкових класів                 |
| 14                           | Вовчанівський Роман Григорович | 03.11.2010            | вища               | позапартійний                                 | в/ч А4527, інженер з експлуатації автомобільного транспорту |
| 15                           | Величко Сергій Петрович        | 03.11.2010            | середня спеціальна | позапартійний                                 | тимчасово не працює                                         |
| 16                           | Товстоп'ят Микола Миколайович  | 03.11.2010            | вища               | позапартійний                                 | ТОВ "Звіроплемгосп «Еліт», директор                         |

## Природно-заповідний фонд
На землях, що належать сільраді, розташовані ботанічні заказники місцевого значення «Коробівський» і «Пташині острови».